# Vapeur Cochonne
Vapeur Cochonne is een Belgisch bier van hoge gisting.
Het bier wordt sinds 1992 gebrouwen in Brasserie à Vapeur te Pipaix. Het is een donker amberkleurig bier met een alcoholpercentage van 9%. De smaak wordt omschreven als sterk, fruitig en delicaat, zacht en rond palet, lichte gehopt maar gekruid (gebrande cichorei, koriander en zachte sinaasappelschil). Het werd oorspronkelijk uitgebracht onder de naam Bissextile - bière cochonne. Het etiket is ontworpen door de Belgische striptekenaar Louis-Michel Carpentier, auteur van de stripreeks Chansons Cochonnes. De grote flessen van 75 cl hebben de naam Vapeur Cochonne, de kleine flessen worden onder de naam Vapeur Cochonnette uitgebracht.